# De Expeditie
De Expeditie is een televisieprogramma waarin acht bekende Vlamingen een expeditie doen. Het programma wordt sinds 8 januari 2024 elke maandag uitgezonden op Play4.

## De Expeditie: Groenland

### Overzicht
| Afl. | Uitzenddatum     | Locatie(s)                   | Kijkcijfers Live+7 (alle schermen) |
| ---- | ---------------- | ---------------------------- | ---------------------------------- |
| 1    | 8 januari 2024   | België, Noorwegen            | 784.168                            |
| 2    | 15 januari 2024  | België, Noorwegen, Groenland | 800.042                            |
| 3    | 22 januari 2024  | Groenland                    | 810.696                            |
| 4    | 29 januari 2024  | Groenland                    | 765.287                            |
| 5    | 5 februari 2024  | Groenland                    | 812.246                            |
| 6    | 12 februari 2024 | Groenland                    | 722.946                            |
| 7    | 19 februari 2024 | Groenland                    | 750.788                            |
| 8    | 26 februari 2024 | Groenland                    | 766.115                            |

### Opzet
Acht bekende Vlamingen gaan onder leiding van twee ervaren reisdeskundigen op expeditie door Groenland, waar ze de Arctic Circle Trail zullen afleggen. Deze trail start in Kangerlussuaq en eindigt in Sisimiut, een afstand van 164 kilometer die ze moeten afleggen in 12 dagen. In de eerste aflevering krijgen ze informatie van de deskundigen en doen ze een proefexpeditie in Noorwegen.

### Deelnemers
| Naam                | Beroep                            | Extra informatie                                  |
| ------------------- | --------------------------------- | ------------------------------------------------- |
| Viktor Verhulst     | Presentator, mediapersoonlijkheid |                                                   |
| Pommelien Thijs     | Zangeres, actrice                 |                                                   |
| Jinnih Beels        | Politica                          | Besliste om de expeditie te stoppen na twee dagen |
| Sven Mary           | Advocaat                          |                                                   |
| Lynn Van Royen      | Actrice                           |                                                   |
| Tine Embrechts      | Actrice, zangeres                 |                                                   |
| Average Rob         | Youtuber, presentator             |                                                   |
| Joris Hessels       | Acteur, presentator               |                                                   |
| Henk-Jan Geel       | IPGA Poolgids                     |                                                   |
| Brecht de Meulenaer | Poolgids                          |                                                   |

## De Expeditie: Namibië
Begin februari 2024 werd aangekondigd dat er een tweede seizoen in de maak was van De Expeditie. Bij het einde van de laatste reguliere aflevering van seizoen 1 werd bekendgemaakt dat het nieuwe seizoen zich zal afspelen in de woestijn met temperaturen tot 56 °C.

### Opzet
Acht bekende Vlamingen gaan onder leiding van twee ervaren gidsen op expeditie door de Namibwoestijn in Namibië.

### Deelnemers
| Naam               | Beroep                           | Extra informatie                            |
| ------------------ | -------------------------------- | ------------------------------------------- |
| Nathalie Meskens   | Actrice, presentatrice, zangeres |                                             |
| Linde Merckpoel    | Radiopresentatrice               |                                             |
| Omar Souidi        | Advocaat                         |                                             |
| Frank Boeckx       | Ex-voetballer                    |                                             |
| Flo Windey         | Radiopresentatrice               | Werd uit de expeditie gehaald na vier dagen |
| Willem De Schryver | Acteur                           |                                             |
| Tom Van Dyck       | Acteur                           |                                             |
| Janne Desmet       | Actrice                          |                                             |
| Henk-Jan Geel      | Wildernisgids                    |                                             |
| Koen de Leeuw      | Woestijngids                     |                                             |

| Afl. | Uitzenddatum     | Locatie(s)       | Kijkcijfers Live+7 (alle schermen) |
| ---- | ---------------- | ---------------- | ---------------------------------- |
| 1    | 6 januari 2025   | België, Marokko  | 445.863                            |
| 2    | 13 januari 2025  | Marokko, Namibië | 448.042                            |
| 3    | 20 januari 2025  | Namibië          | Onbekend                           |
| 4    | 27 januari 2025  | Namibië          | 196.866                            |
| 5    | 3 februari 2025  | Namibië          | Onbekend                           |
| 6    | 10 februari 2025 | Namibië          |                                    |

## De Expeditie: Patagonië
In april 2025 werd aangekondigd dat er een derde seizoen in de maak is van De Expeditie.

### Opzet
Acht bekende Vlamingen gaan onder leiding van twee ervaren gidsen op expeditie door Patagonië in Argentinië.

### Deelnemers
| Naam            | Beroep               | Extra informatie |
| --------------- | -------------------- | ---------------- |
| An Lemmens      | Presentatrice        |                  |
| Jelle Cleymans  | Acteur, zanger       |                  |
| Pedro Elias     | Presentator          |                  |
| Hakim Chatar    | DJ, radiopresentator |                  |
| Amelie Albrecht | Stand-upcomedian     |                  |
| An Janssens     | Gevangenisdirecteur  |                  |
| Amber Broos     | DJ                   |                  |
| Mathieu Terryn  | Zanger               |                  |